# SN 2003gy
SN 2003gy – supernowa odkryta 22 czerwca 2003 roku w galaktyce A142127+5306. W momencie odkrycia miała maksymalną jasność 24,00m.